# Мечети Стамбула
Мечети Стамбула — список малых и больших мечетей, когда-либо существовавших в Стамбуле. По данным на 2007 год в Стамбуле насчитывалось 2944 действующих мечети.

## Европейская сторона

### Старый Стамбул
| А - Мечеть Абди Челеби (Коджамустафапаша) - Мечеть Абдулведут (Дефтердар) - Месджид Абдулкадира Эфенди (Эюп) - Мечеть Абдулмеджида (Топкапы) - Мечеть Абдусселям (Халыджиоглу) - Мечеть Агалар (Топкапы) - Месджид Агачайыры (Коджамустафапаша) - Мечеть Агачкакан (Коджамустафапаша) - Мечеть Аги (Ахыркапы) - Мечеть Аги (Баб-ы Али) - Мечеть Аги (Беязыт) - Месджид Айвансарай (Айвансарай) - Месджид Айдыноглу (Салгымсёгют) - Мечеть Акбыйык (Ахыркапы) - Мечеть Аксеки Кемалеттин (Хыркаишериф) - Мечеть Акшемсеттин (Хыркаишериф) - Месджид Аладжа (Марпуччулар) - Мечеть Али-паши (Эюп) - Месджид Алибей Карьеси (Кягытхане) - Мечеть Али Факих (Коджамустафапаша) - Месджид Амджазаде Хюсейна-паши (Сарачхане) - Месджид Арабаджилар (Ункапаны) - Мечеть Арабаджы Беязыта Аги - Месджид Арапкапысы (Саматья) - Месджид Арпаджы Хайреддин (Эюп) - Мечеть Атышалан (Атышалан) - Мечеть Ахмедие (Фатих) - Мечеть Ахмета-паши (Чаршамба) - Мечеть Ахмета Кетхюды (Кюркчюбашы) - Месджид Ахыркапы (Ахыркапы) - Месджид Ачбаш (Карагюмрюк) - Мечеть Ашчыбашы (Отакчылар) - Мечеть Ашык-паши (Джибали) - Месджид текке Ашык-паши (Фатих) - Мечеть Ая-Софья (Султанахмет) Б - Месджид Баба Хайдар (Эюп) - Месджид текке Байрам-паши (Хасеки) - Мечеть Бала (Силиврикапы) - Мечеть Балат Юсуфа Шуджааддина Амбари (Балат) - Мечеть Балат Искелеси (Балат) - Мечеть Бали-паши (Фатих) - Месджид текке Балчык (Эюп) - Мечеть Баязид (Баязид) - Мечеть Баязыта Аги (Топкапы) - Месджид Баязыты джедид (Саматья) - Месджид Беззазие - Мечеть Безмиалем Валиде Султан (Гураба) - Мечеть Бей (Эюп) - Месджид Бейджегиз (Чаршамба) - Мечеть Бекира-паши - Мечеть Бехрама Чавуша (Кадырга) - Мечеть Бодрум (Лалели) - Мечеть Бехруза Аги (Шехремини) - Мечеть Бодрум (Сулеймание) - Мечеть Бодррумханы (Капалычаршы) - Месджид Бостан (Кадырга) - Месджид Бурмалы (Шехзадебашы) - Месджид текке Бурсы (Бахчекапы) - Мечеть Бычакчы (Фатих) - Мечеть Бююк Искеле (Эюп) В - Месджид Валдеханы (Чакмакджилар) - Месджид Веледи Карабаш (Мевланакапы) - Мечеть Вефа Килисе (Вефа) - Месджид Видоз (Давутпаша) Г - Мечеть Гази Атик Али-паши (Чемберлиташ) - Мечеть Гази Ахмет-паши (Топкапы) - Мечеть Гедик-паши (Гедикпаша) - Мечеть Гюль (Кючюкмустафапаша) - Месджид текке Гюльшени (Шехремини) - Мечеть Гюрен (Султанхамам) Д - Месджид Давутпаша Искелеси (Давутпаша) - Мечеть Давут-паши (Давутпаша) - Месджид Далтабан (Аксарай) - Месджид медресе Дарюльхадис (Эюп) - Мечеть Дая Хатун (Махмутпаша) - Мечеть Деббаг Юнус (Явузселим) - Месджид Девеоглу (Сулеймание) - Месджид Демирташ (Кантарджылар) - Месджид Демирхан (Зейрек) - Месджид Денизабдал (Чапа) - Мечеть Дервиш Али (Карагюмрюк) - Мечеть Дефтердар (Эюп) - Мечеть Дёкмеджилер (Эюп) - Мечеть Джанбазие (Джеррахпаша) - Месджид Джафера Аги (Шехремини) - Мечеть Джезри Касыма-паши (Эюп) - Мечеть Джерраха Мехмеда-паши (Джеррахпаша) - Месджид Джибали (Джибали) - Мечеть Диздарие (Кадырга) - Мечеть Духание (Коджамустафапаша) - Мечеть Дырагман (Балат) - Мечеть Дюльгерлероглу (Фатих) Е - Месджид Енимахалле (Эгрикапы) - Месджид Ешилкёй (Ешилькёй) Ё - Месджид текке Ёзбеклер (Кадырга) - Месджид Ёлгечен (Алтымермер) З - Мечеть Зал Махмуд-паши (Эюп) - Мечеть Зейнеп Султан (Гюльхане) - Мечеть Зейнеп Хатун (Эюп) - Мечеть Зейрек (Зейрек) - Мечеть Зинджирликую (Эдирнекапы) - Месджид Зихкирджи (Алтымермер) И - Месджид Ибнимеддас (также месджид Башмакчызаде; Ункапаны) - Мечеть Ибрагима-паши (также мечеть Мухсине Хатун; Кумкапы) - Мечеть Ибрагима-паши (Мерджан) - Мечеть Ибрагима-паши (Силиврикапы) - Мечеть Ибрагима-паши (Шехзадебаши) - Месджид Ибрагим-паша Дарюльхадис (Шехзадебаши) - Мечеть Иваза Эфенди (Эгрикапы) - Месджид Имам Ханы (Баезид) - Мечеть Искендера Аги (Шехремини) - Мечеть Искендера-паши (Фатих) - Мечеть Ислама Бея (Эюп)İslam Bey Camii, Eyüp - Мечеть Исмаила Аги (Чаршамба) - Мечеть Истанбул Марата-паши (Аксарай) - Мечеть Исхака-паши (Аясофья) К - Месджид Кабакулак (Хыркаишериф) - Мечеть Кады Хюсаметтин (Шехзадебаши) - Месджид Кады Сади (Драгман) - Мечеть Календерхане (Шехзадебаши) - Месджид Канлы Фырын (Эминёню) - Месджид Кантарджылар (Кантарджылар) - Мечеть Каптан Ибрагима-паши (Баезид) - Мечеть Каптан Хасана-паши (Хайдар) - Месджид Карагюмрюк (Карагюмрюк) - Мечеть Кара Дервиш (Бакыркёй) - Месджид Караки (Сёлкымсёгют) - Мечеть Кара Мустафы-паши (Чаршикапы) - Мечеть Карие (Эдирнекапы) - Месджид Карыагасы (Эюп) - Месджид Касаплар (Йедикуле) - Мечеть Касар Ильяс (Саматья) - Мечеть Касым Чавуш (Эюп) - Мечеть Катип Касым (Йеникапы) - Мечеть Кемаля-паши (Аксарай) - Месджид Кепенекчи Синан (Кантагджилар) - Мечеть Кетхюда Кадын (Карагюмрюк) - Мечеть Кефели (Карие) - Месджид Кечеджи (Хаскёй) - Месджид Кёпрюлю (Чемберлиташ) - Месджид Кёчек (Махмутпаша) - Месджид Киразлы (Сулеймание) - Месджид Киремитчи (Хаскёй) - Месджид Китавхане (Лалели) - Месджид Кичи Хатун (Хасеки) - Мечеть Коджи Мустафы-паши (Айвансарай) - Месджид Корук (Шехремини) - Месджид Куирулу (Фатих) - Мечеть Куль (Атпазары) - Мечеть Кутлутепе (Бакыркёй) - Месджид Кызыл (Эюп) - Месджид Кызыл Минаре (Хорхор) - Мечеть Кысырмандыра (Эюп) - Месджид Кюркчю (Балат) - Мечеть Кюркчю (Топкапы) - Месджид Кюркчюбаши (Йедикуле) - Кючюк Ая-Софья (Кючюкаясофья) - Мечджид Кючюк Мустафы-паши (Кючюкмустафапаша) - Мечеть Кючюк Эфенди (Коджамустафапаша) - Месджид Кягытхане Карьеси (Кягытхане) Л - Мечеть Лалели (Лалели) - Мечеть Левент (Левент) - Месджид Лютфи-паши (Чапа) | М - Месджид Макасчылар (Чаршикапы) - Мечеть Малджы (Йедикуле) - Месджид Манастыр (Топкапы) - Мечеть Махмута-паши (Махмутпаша) - Мечеть Меджидие (Йеширкёй) - Мечеть Мелек Хатун (Мевланакапы) - Мечеть Мерджана Аги (Мерджан) - Мечеть Мердивенли (Капалычарши) - Мечеть Меркеза Эфенди (Мевланакапы) - Мечеть Месиха Мехмеда-паши (Карагюмрюк) - Мечеть Мехмета Аги (Явузселим) - Мечеть Мехмета-паши (Сулеймание) - Месджид Мешели (Коджамустафапаша) - Меджид Мимара Аги (Вефа) - Мечеть Мимара Аджема Али (Мевланакапы) - Месджид Мимара Хайреддина (Чаршикапы) - Мечеть Михримах Султан (Эдирнекапы) - Месджид Молла Ашки (Балат) - Месджид Молла Хюсрев (Вефа) - Месджид Муамеледжи (Месихпаша) - Месджид текке Мурата Моллы (Чаршамба) - Мечеть текке Муртазы Эфенди (Эюп) - Месджид Мюзеввир (Эюп) - Месджид Мюфтю Али (Кючюкмустафапаша) Н - Месджид текке Назми (Шехремини) - Месджид Наллы (Бабыали) - Мечеть Неслишах (Эдирнекапы) - Мечеть Нишанджы (Фатих) - Мечеть Нишанджылар (Эюп) - Мечеть Нишанджы Мехмета-паши (Кумкапы) - Новая мечеть (Эминёню) - Мечеть Нуруосмание (Нуруосмание) О - Мечеть Орта (Софулар) - Мечеть Османие (Бакыркёй) - Месджид Отакчылар (Эюп) П - Месджид Пазартекке (Топкапы) - Мечеть Пертевниял Валиде Султан (Аксарай) - Месджид Пири-паши (Сютлюдже) Р - Мечеть Рамазана Эфенди - Мечеть Рустема-паши С - Месджид Савак (Саваклар - Месджид Сагрыджылар (Ункапаны) - Мечеть Садабад (Кягытхане) - Мечеть Сака Чешмеси (Чакмакчылар) - Месджид Саманверен (Узунчарши) - Месджид Санкиедим (Фатих) - Месджид Сарачдоган (Чапа) - Месджид Сармашик (Эдирнекапы) - Мечеть Сары Баезид (Ункапаны)) - Мечеть Сейит Омер (Алтымермер) - Месджид Секбанбаши (Коска) - Месджид Симкеш (Шехремини) - Месджид Ситти Хатун (Силиврикапы) - Месджид Соганага (Баезид) - Мечеть Соколлу Мехмед-паши (Кадырга) - Месджид Софулар (Аксарай) - Месджид Софулар (Эюп) - Мечеть Сулеймание - Мечеть Султана Ахмета (Султанахмет) - Мечеть Сютлюдже (Сютлюдже) Т - Месджид Таваши (Кумкапы) - Месджид Такьеджи (Отакчылар) - Месджид Такьеджи (Силиврикапы) - Месджид Такьеджи (Топкапы) - Мечеть Тантави (Рами) - Месджид Татлыкую (Гедикпаша) - Месджид Татлыкую (Гураба) - Месджид Тахирие (Чырчыр) - Месджид Тахтаминаре (Балат) - Мечеть Ташлытарла (Ташлытарла) - Мечеть Таш (Зейтинбурну) - Месджид Текке (Джагалоглу) - Месджид Текнеджилер (Зинданкапы) - Месджид Телсиз (Зейтинбурну) - Месджид Терзилер (Султанахмет) - Месджид Топчулар (Рами) - Мечеть Туршуджу (Халыджиоглу) - Месджид Тути Латиф (Кечеджилер) У - Месджид Узуньюсуф (Мевланакапы) Ф - Мечеть Фатих (Фатих) - Мечеть Фатих (Казлычешме) - Мечеть Фенари Исы (Фатих) - Месджид Фенекапысы (Фенер) - Мечеть Ферхада-паши (Чаталджа) - Мечеть Фетхие (Фетхие) - Мечеть Фируза Аги (Диванйолу) - Мечеть Фуата-паши (Еребатан) Х - Мечеть Хаджы Али-паши (Рами) - Мечеть Хаджы Байрам Кафтани (Аксарай) - Мечеть Хаджыкадын (Саматья) - Мечеть Хаджыкадын (Ункапаны) - Мечеть Хаджы Хамза (Коджамустафапаша) - Месджид Хаджыхасанзаде Мехмета Эфенди (Чырчыр) - Мечеть Хаджы Хатун (Зейтинбурну) - Мечеть Хаджы Эвлия (Мевланакапы) - Мечеть Хаджы Эвхат (Йедикуле) - Месджид Хайдара Аги (Коджамустафапаша) - Месджид Халыджы Хасан (Чаршикапы) - Мечеть Хаммам-ы Мухьиддин (Фатих) - Месджид Хандана Аги (Хаскёй) - Мечеть Хасан Халифе (Сарыгюзель) - Месджид Хасан Хюсейн (Эдирнекапы) - Мечеть Хасеки (Хасеки) - Мечеть Хатидже Султан (Дворец Текфур) - Мечеть Хатидже Хатун (Зейтинбурну) - Мечеть Хекимоглу Али-паши (Хекимоглу Алипаша) - Мечеть Хидает (Эминёню) - Мечеть Ходжапаша (Сиркеджи) - Мечеть Хошкадем (Шехзадебашы) - Месджид Хубьяр (Султанхамам) - Месджид Хумбараджыяр Кышласы (Халыджыоглу) - Мечеть Хырка-и Шериф (Фатих) - Мечеть Хюррем Чавуш (Хыркаишериф) - Мечеть Хюсама Бея (Фатих) Ч - Месджид Чавуш (Балат) - Месджид Чадырджы (Кумкапы) - Мечеть Чакыра Аги (Аксарай) - Месджид Чаталчешме (Джагалоглу) - Месджид Чивизаде (Пазартекке) - Месджид Чивизаде (Зейрек) - Месджид Чилингирлер (Саматья) - Мечеть Чорлулу Али-паши (Чаршыкапы) - Мечеть Чукурбостан (Явузселим) - Месджид Чукурчешме (Узунчаршы) - Мечеть Чухаджылар Ханым (Нуруосмание) - Месджид Чынар (Коджамустафапаша) - Месджид Чыракчы (Явузселим) - Месджид Чырчыр (Чырчыр) Ш - Мечеть Шах Султан (Давутпаша) - Мечеть Шах Султан (Эюп) - Месджид Шахугеда (Ланга) - Мечеть Шейха Мурата (Явузселим) - Месджид Шейха Сулеймана (Зейрек) - Мечеть Шейха Вефы (Вефа) - Мечеть Шепсафа (Ункапаны) - Мечеть Шехзаде (Шехзадебаши) Э - Мечеть Эвлидже Баба (Эюп) - Месджид Эмани (Эгрикапы) - Месджид Эмина Синана (Гедикпаша) - Месджид Эмира Бухари (Сарыгюзель) - Месджид текке Эмира Бухари (Айвансарай) - Месджид текке Эмира Бухари (Ункапаны) - Мечеть Эрегли (Шехремени) - Мечеть Эски Имарет (Фатих) - Месджид Этмейданы (Софулар) - Месджид текке Этьемез (Саматья) - Мечеть Эюп Султан (Эюп) Ю - Мечеть Ючмихраплы (Ункапаны) - Месджид Юскюбие (Йеребатан) - Месджид Юскюплю (Джибали) Я - Мечеть Явашджа Шахин (Узунчарши) - Мечеть Яведдут (Дефтердар) - Мечеть Явуза Селима (Явузселим) - Мечеть Языджы (Фетхие) - Месджид Яйла (Мевланакапы) - Мечеть Ятаган (Эгрикапы) - Месджид Ярхисар (Фатих) |

### Галата, Бешикташ, Сарыер
| А - Мечеть Аббаса Аги (Бешикташ) - Мечеть Аги (Бейоглу) - Мечеть Азапкапы (Галата) - Месджид Акарджа (Фындыклы) - Месджид Акбаба (Бейкоз) - Месджид Аладжа (Галата) - Мечеть Али Кетхюды (Сарыер) - Мечеть Али-паши (Истинье) - Месджид Алчакдам (Джихангир) - Арабская мечеть (Галата) - Месджид Арап Искелеси (Бешикташ) - Мечеть Асарие (Чыраган) - Мечеть Афет Ёла (Левент) - Мечеть Аязага Кёю (Истинье) Б - Месджид Багодалары (Кабаташ) - Мечеть Балталиманы (Балталиманы) - Месджид Бахчекёй (Бююкдере) - Мечеть Бахчекёй Сабри Артам (Сарыер) - Мечеть Бахчекёй Меркез (Сарыер) - Мечеть Бебек (Бебек) - Месджид Бедреттин (Касымпаша) - Мечеть Бехрама Чавуша (Ферикёй) - Месджид Бостаничи (Топхане) - Мечеть Бююк Меджидие (Ортакёй) В - Мечеть Вакыфбахче Ухуд (Решитпаша) - Мечеть Валиде (Руиеликавагы) - Мечеть Вишнезаде (Долмабахче) Г - Месджид Гедик Абди (Касымпаша) - Мечеть Гюзельдже Касыма-паши (Касымпаша) Д - Месджид Дервиш Реис (Истинье) - Месджид Дефтердарбурну (Ортакёй) - Мечеть Джавита Аги (Ортакёй) - Мечеть Джендереджи Мухиттина (Аязага) - Мечеть Джеррах Махмута Эфенди (Бююкдере) - Мечеть Джихангир (Джихангир) - Мечеть Дикилиташ (Балмумджу) Е - Месджид Елдегирмени (Касымпаша) З - Мечеть Зекерья Кёю (Бююкдере) И - Мечеть Ибадуллах (Касымпаша) - Мечеть Искеле (Касымпаша) - Мечеть Искеле (Румелихисары) Й - Мечеть Йылдыз Хамидие (Йылдыз) К - Мечеть Кабаташ (Кабаташ) - Месджид Кадирихан (Джихангир) - Мечеть Казанджы (Таксим) - Мечеть Кальёнджулар Кышласы (Касымпаша) - Мечеть Камер Хатун (Бейоглу) - Месджид текке Карабаш (Топхане) - Месджид Караимам (Касымпаша) - Месджид Каракаш (Румеликавагы) - Мечеть Каракетхюда (Бююкдере) - Месджид Каранлык (Галата) - Мечеть Кеманкеш Мустафы-паши (Галата) - Месджид Кетанизаде Омера-паши (Джихангир) - Мечеть Киречбурну (Киречбурну) - Месджид Колтукчу (Касымпаша) - Мечеть Курта Челеби (Кулаксыз) - Мечеть Куртулуш (Куртулуш) - Мечеть Куршунлу Махзен (Галата) - Мечеть Куштепе (Куштепе) - Мечеть Кылыч Али-паши (Топхане) - Мечеть Кюркчюбаши (Истинье) - Месджид Кюркчюбаши (Киречбурну) - Месджид Кючюк Пияле (Касымпаша) М - Месджид Мачка (Мачка) - Мечеть Меджидие (Чыраган) - Мечеть Меджидиекёй (Меджидиекёй) | М (продолжение) - Мечеть Мешрутиет (Шишли) - Мечеть Мурадие (Нишанташи) - Мечеть Мурадие (Окмейданы) Н - Месджид Неслишах (Истинье) - Мечеть Нимет Абла (Эсентепе) - Мечеть Нусретие (Топхане) О - Месджид Окмейданы (Окмейданы) - Мечеть Окчу Муса (Галата) - Мечеть Ортабайыр (Гюльтепе) - Месджид Ортакёй (Ортакёй) - Мечеть Орхание Кышласы (Йылдыз) - Мечеть Османа Реиса (Тарабья) П - Месджид Паламут (Бейоглу) - Месджид Пишмание (Касымпаша) - Месджид Пишмание (Фындыклы) - Мечеть Пияле-паши (Касымпаша) - Мечеть Полигон Меркез (Истинье) Р - Мечеть Раифа Аги (Мачка) - Мечеть Решит-паши (Эмирган) С - Месджид Садыка Эфенди (Бешикташ) - Мечеть Сакызагаджы (Сакызагаджы) - Мечеть Сачлы Эмира Эфенди (Кулаксыз) - Месджди Селями Эфенди (Кысыклы) - Месджид Сеферикоз (Касымпаша) - Мечеть Синана-паши (Бешикташ) - Месджид Синана-паши (Окмейданы) - Месджид Сиркеджи (Кулаксыз) - Месджид Сиркеджибаши (Таксим) - Месджид Сормагир Одалары (Акаретлер) - Месджид Султана Беязыта (Галата) - Месджид Сюрури (Бейоглу) Т - Мечеть Таксим - Мечеть Тахтакады (Касымпаша) - Мечеть Тевфикие (Акынтыбурну) - Мечеть Тезкеседжи (Куручешме) - Мечеть Тешвикие (Нишанташи) - Месджид Тумтум (Топхане) У - Месджид Узунджаова (Акаретлер) - Месджид Ускумру Кёю (Сарыер) Ф - Мечеть Ферикёй-паши Махаллеси (Ферикёй) - Мечеть Фындыклы (Фындыклы) - Мечеть Фируза Аги (Топхане) Х - Мечеть Хаджы Ахмета (Касымпаша) - Мечеть Хаджы Хюсрева (Хаджыхюсрев) - Мечеть Хаджы Махмута Эфенди (Ортакёй) - Месджид Хазинедар (Серенджебей) - Мечеть Хамам (Румелихисары) - Месджид Хендек (Топхане) Ч - Мечеть Чаглаян (Чаглаян) - Месджид Чанакчылиманы (Бешикташ) - Мечеть Чорлулу Али-паши (Касымпаша) - Месджид Чубуклу Оджагы (Чубуклу) - Мечеть Чукурджума (Топхане) Ш - Месджид Шахкулу (Тюнель) - Мечеть Шехсувар (Куледиби) - Мечеть Шишли (Шишли) Э - Месджид Экмекчибаши (Акаретлер) - Мечеть Эмекьемез (Галата) - Мечеть Эмин Бея (Касымпаша) - Мечеть Эмирган Хамид-и Эввель (Эмирган) - Мечеть Эски Ягкапаны (Галата) Я - Мечеть Яхьи Кетхюды (Касымпаша) - Мечеть Яхьи Эфенди (Бешикташ) |

### Другие районы
| А - Мечеть Авджилар Меркез (Авджилар) Г - Мечеть Гюнешли Меркез (Гюнешли) Е - Мечеть Енибосна Меркез (Енибосна) З - Мечеть Зейтинбурну Енидоган (Зейтинбурну) - Мечеть Зейтинбурну Сюмер (Зейтинбурну) - Мечеть Зейтинбурну Сюмер Имам-ы Джафер (Зейтинбурну) И - Мечеть Икителли Меркез (Кючюкчекмедже) Й - Мечеть Йылдыз (Тепеюстю, Кючюкчекмедже) М - Мечеть Марешал Чакмак Махаллеси (Гюнгёрен) - Мечеть Мевлана (Тепеюстю, Кючюкчекмедже) О - Мечеть Омера Дурука (Бакыркёй) | У - Мечеть Улубатлы Хасана (Бахчелиевлер) - Мечеть Ухуд (Гюнгёрен) Ф - Мечеть Фатих (Гюльтепе, Кючюкчекмедже) Х - Мечеть Хаджы Ахмеда Тюкенмеза (Авджилар) - Мечеть Хафыза Али (Бахчелиевлер) - Мечеть Хиджрет (Махмутбей, Багджилар) Ч - Мечеть Чинили (Бахчелиевлер) Ш - Мечеть Шириневлер Улу (Бахчелиевлер) Э - Мечеть Эсенлер Меркез (Эсенлер) - Мечеть Эсенлер Бирлик (Эсенлер) Я - Мечеть Явуза Селима (Дженнет, Кючюкчекмедже) |

## Анатолийская сторона
| А - Месджид Агва (Агва) - Мечеть Аги (Ускюдар) - Месджид Аги (Ускюдар) - Мечеть Акшемседдин (Картал) - Месджид Алемдаг (Алемдаг) - Месджид Али Реиса (Анадолукавагы) - Месджид Анадолукавагы (Анадолукавагы) - Мечеть Анадолухисары (Анадолухисары) - Мечеть Алтунизаде (Кючюкчамлыджа) - Мечеть Алтынтепе (Кючюкьялы) - Месджид Аракиеджи (Ускюдар) - Мечеть Ахмедие (Ахмедие) - Мечеть Ахмета Чавуша (Шиле) - Месджид Ахмета Челеби (Ускюдар) - Мечеть Ахметли Кёю (Ахметли) - Мечеть Аязма (Ускюдар) Б - Мечеть Бабуссааде Агасы (Ускюдар) - Мечеть Бадемлик (Кайнарджа) - Мечеть Баки Эфенди (Ускюдар) - Мечеть Башибююк Кёю (Эренкёй) - Мечеть Бейкоз (Бейкоз) - Мечеть Бераат (Умрание) - Мечеть Беязыта Кетхюды (Кадыкёй) - Мечеть Бодруми Омера Лютфи Эфенди (Кючюкчамлыджа) - Мечеть Бостанджы (Бостанджы) - Месджид Булгурлу (Бургурлу) - Месджид Булгурлу (Ускюдар) - Мечеть Бурхание (Бейлербеи) - Месджид Бюльбюльдереси (Ускюдар) - Мечеть Бююкбаккалкёй (Картал) В - Мечеть Ваникёй (Ваникёй) Г - Мечеть Галип Бея (Кючюкьялы) - Мечеть Галипа-паши (Эренкёй) - Мечеть Гёзджюбаба (Гёзтепе) - Мечеть Гёзтепе (Гёзтепе) - Месджид Гёксу (Анадолухисары) - Мечеть Гюльфем Хатун (Ускюдар) - Мечеть Гюмюшсу (Шерифи) Д - Мечеть Давута-паши (Ускюдар) - Месджид Деббаглар (Ускюдар) - Месджид Дегирменоджагы (Анадолухисары) - Месджид Дерески (Дерески) - Мечеть Джафера Аги (Кадыкёй) - Мечеть Джедит Валиде (Ускюдар) - Мечеть Джендереджджи Мухиттин (Аязага) - Мечеть Джумхуриет (Мальтепе) Е - Мечеть Енимахалле Меркез (Бейкоз) Ё - Месджид Ёрус Кале (Кавак) З - Мечеть Зихни-паши (Эренкёй) - Мечеть Зюхтю-паши (Кызылтопрак) И - Мечеть Ибрагима Аги - Месджид Ибрагима Аги Чайыры (Хайдарпаша) - Мечеть Имам-ы Азам (Умрание) - Мечеть Инджиркёкю (Пашабахче) - Мечеть Искендера-паши (Бейкоз) - Мечеть Иставрорз (Бейлербеи) - Мечеть Ихсание (Ускюдар) - Мечеть Ичеренкёй (Ичеренкёй) К - Месджид Кады (Аяспаша) - Мечеть Казаскер (Кадыкёй) - Месджид Казаскер (Ускюдар) - Мечеть Каздалзаде (Багларбаши) - Мечеть Кандилли (Кандилли) - Мечеть Канлыджа (Канлыджа) - Мечеть Каптан Хасана-паши (Кадыкёй) - Мечеть Каптан-паши - Мечеть Караджаахмет (Караджаахмет) - Мечеть Картал (Картал) - Мечеть Кериме Хатун (Ченгелькёй) - Мечеть Кетхюда (Кадыкёй) - Мечеть Кёй Хизметлери (Картал) - Мечеть Козьятагы (Козьятагы) - Месджид Косра - Мечеть Кузгунджук (Кузгунджук) - Месджид Кулебахче (Кулели) - Месджид Кумру (Ускюдар) - Мечеть Курфалы Меркез (Картал) - Мечеть Кыбрыс Шехитлер (Картал) - Мечеть Кылавузчайыры (Кючюкьялы) - Месджид Кысыклы (Кысыклы) - Месджид Кючюк Селимие (Караджаахмет) - Месджид Кючюкбаккалкёй (Ичеренкёй) - Мечеть Кючюксу Намазгахы (Кючюксу) - Мечеть Кючюкьялы Меркез (Кючюкьялы) М - Мечеть Маденлер Мевлана (Сарыгази) - Мечеть Мальтепе (Мальтепе) - Месджид Мерьемзаде (Бейкоз) | М (продолжение) - Месджид Мирахур (Ускюдар) - Мечеть Мирзазаде (Ускюдар) - Мечеть Михримах (Мердивенкёй) - Мечеть Михримах Султан (Ускюдар) - Мечеть Михришах (Бояджикёй) - Мечеть Мода (Мода) - Мечеть Молла Мансур (Ускюдар) - Месджид Мумджубаши (Султантепеси) Н - Мечеть текке Насух (Доганджилар) О - Мечеть Оникилер (Фикиртепе) - Мечеть Османа Аги (Кадыкёй) П - Месджид Пазарбаши (Ускюдар) - Мечеть Пендик Меркез (Пендик) - Мечеть Пашабахче (Пашабахче) - Мечеть Пашалиманы (Ускюдар) Р - Мечеть Расима-паши (Кадыкёй) - Мечеть Рейханоглу (Султанбейли) - Мечеть Рум Мехмета-паши (Ускюдар) С - Месджид Саксунджулар (Кулели) - Месджид Сарыкады Карьеси (Ускюдар) - Мечеть Селимие (Ускюдар) - Мечеть Селямие (Селямсыз) - Мечеть Сёгютлючешме (Сёгютлючешме) - Месджид Синана-паши (Ускюдар) - Месджид Синана Эфенди (Анадолухисары) - Месджид Синана Эфенди (Канлыджа) - Месджид Солак Синан (Ускюдар) - Мечеть Суадие (Суадие) - Мечеть Сулеймана-паши (Ускюдар) - Мечеть Султана Махмута (Ускюдар) - Мечеть Султана Мустафы (Кадыкёй) - Мечеть Султанлар (Сарыгази) Т - Мечеть Таваши Хасана Аги (Ускюдар) - Месджид Таккеджи (Ускюдар) - Мечеть Ташчылар (Ускюдар) - Мечеть Тепенкёй (Пашабахче) - Мечеть Тугладжы (Фенерьолу) - Месджид Тунусбагы (Ускюдар) Ф - Месджид Фаик Бея (Кадыкёй) - Мечеть Фаик-паши (Аджибадем) - Месджид Фатих (Саладжик) - Мечеть Фатих Намазгахы (Анадолухасары) - Месджид текке Фенайи (Чавушбаши) - Мечеть Фенерьолу (Фенерьолу) - Мечеть Феридун-паши (Ускюдар) - Месджид Фыстыклы (Бейлербеи) Х - Мечеть Хаджрет (Картал) - Мечеть Хазрети Али (Чакмак) - Мечеть Хазрети Омер (Сарыгази) - Месджид Хайдара-паши (Хайдарпаша) - Мечеть Халиса Эфенди (Гёзтепе) - Месджид Хасана-паши (Кефели) - Месджид Хатидже Хатун (Ускюдар) - Мечеть Хюдаи Азиза Махмута Эфенди (Ускюдар) - Мечеть Хюнкар Искелеси (Бейкоз) Ч - Мечеть Чавушоглу (Картал) - Месджид Чакыра Аги (Кадыкёй) - Мечеть Чакырджибаши (Доганджилар) - Мечеть Чамлыджа (Бююкчамлыджа) - Месджид Чамлык (Сарыгази) - Месджид Ченгелькёй (Ченгелькёй) - Месджид Ченгелькёй (Деребою) - Мечеть Чинили (Ускюдар) - Мечеть Чынар (Картал) - Мечеть Чынар (Кючюкьялы) Ш - Мечеть Шакирин (Ускюдар) - Мечеть Шейх (Ускюдар) - Мечеть Шемси-паши (Ускюдар) - Мечеть Шифа (Шифа) - Мечеть Шуджа Ахмета-паши (Ускюдар) - Месджид Шуджаг Багы (Аджибадем) Э - Мечеть Эмек (Кючюкьялы) - Мечеть Эмина Али-паши - Мечеть Эренкёй Истасьон (Эренкёй) Ю - Мечеть Юмрание (Умрание) - Мечеть Юнус Эмре (Сарыгази) - Месджид Юрьянизаде (Кузгунджук) - Мечеть Ютик Валиде (Топташи) - Месджид Юшадаг Я - Мечеть Ялыкёю (Ялыкёю) - Месджид Ялыкёю (Бейкоз) |

## Острова
Б
- Мечеть Бургазада (Бургазада)

К
- Мечеть Кумсар (Бююкада)
- Мечеть Кыналыада (Кыналыада)

Н
- Мечеть Низам (Бююкада)

Х
- Мечеть Хамидие (Бююкада)
- Мечеть Хейбелиада (Хейбелиада)

## Галерея

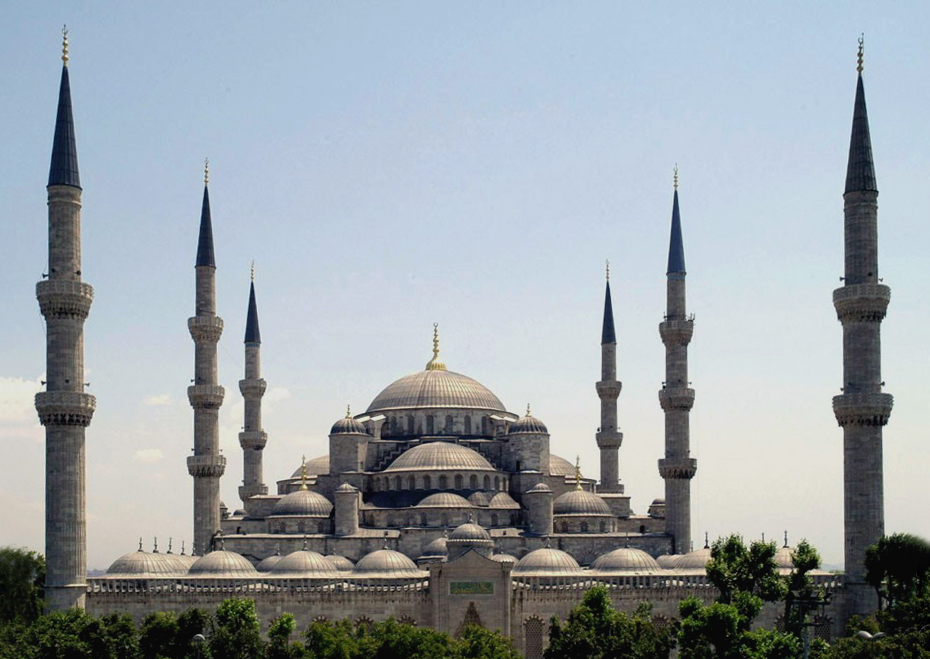
Голубая мечеть
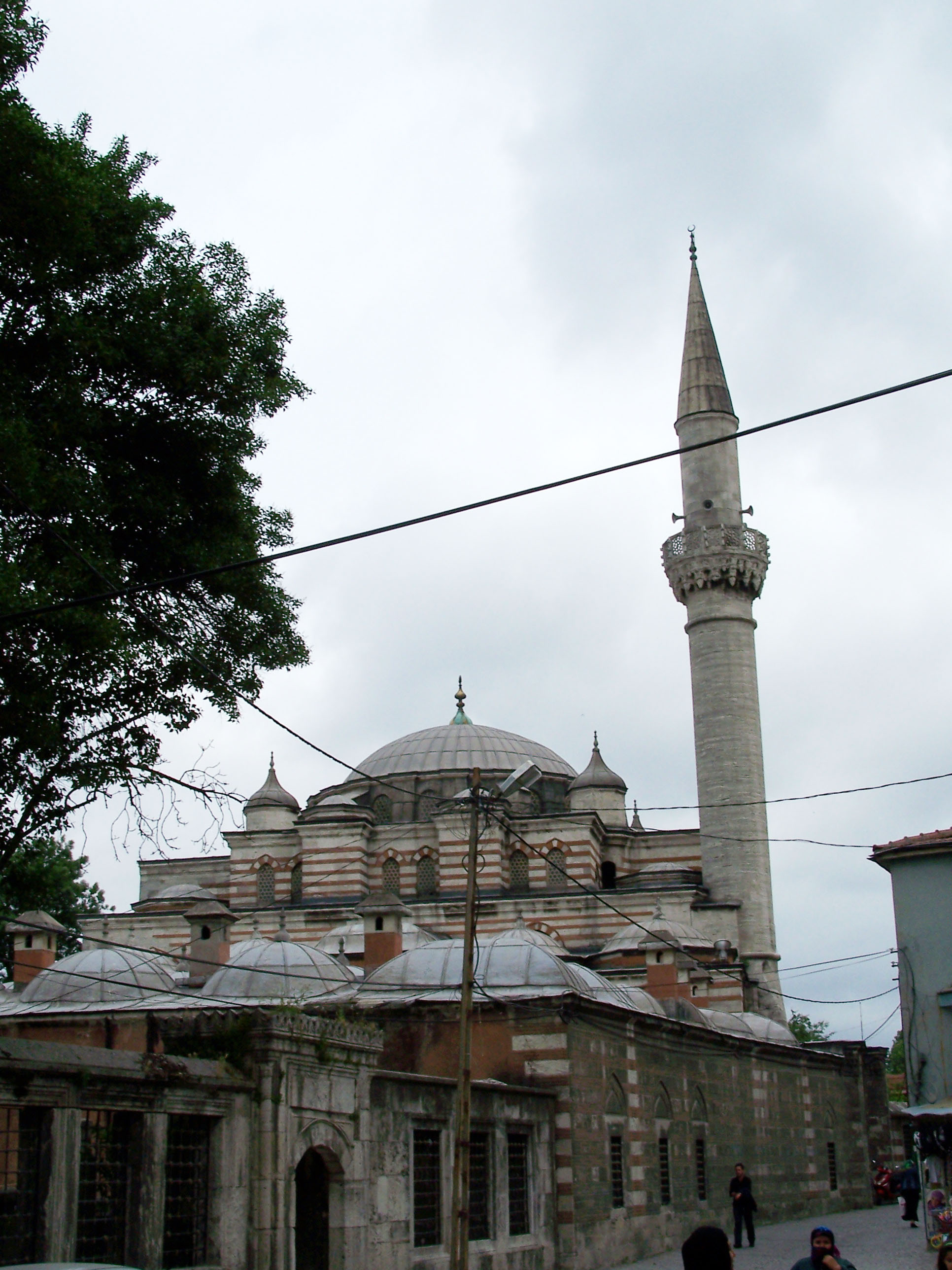
Мечеть Зал Махмуд-паши
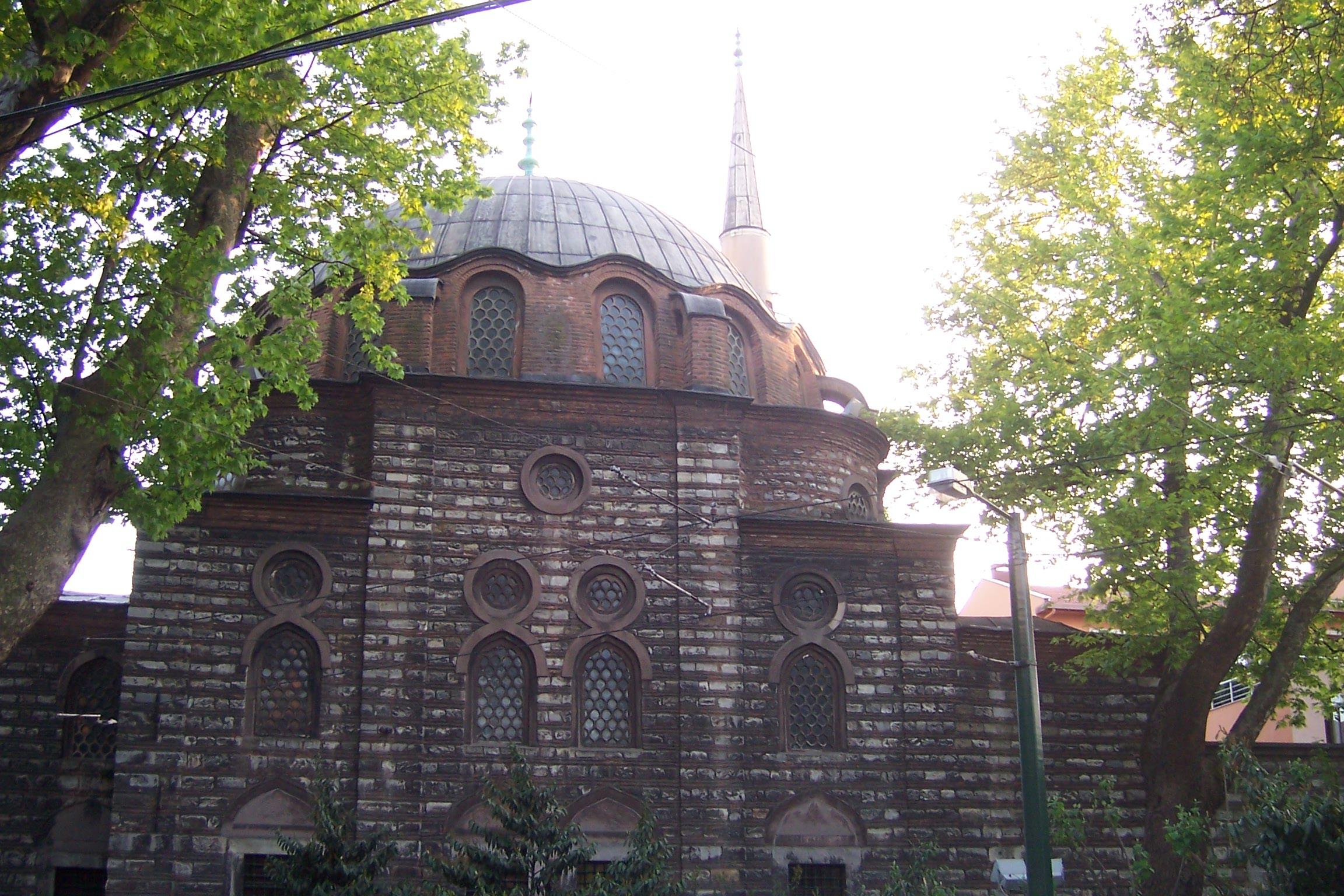
Мечеть Зейнеп Султан
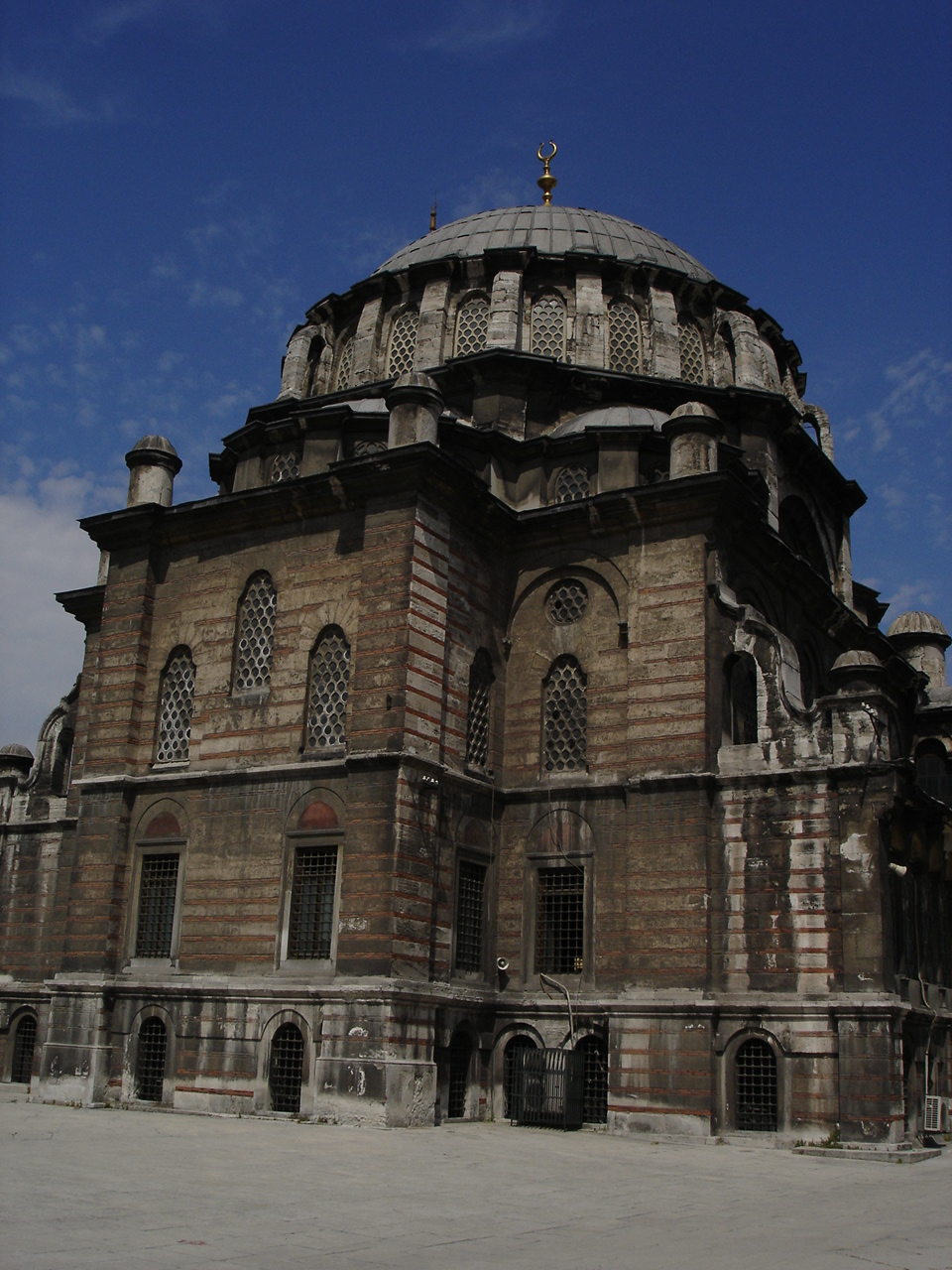
Мечеть Лалели
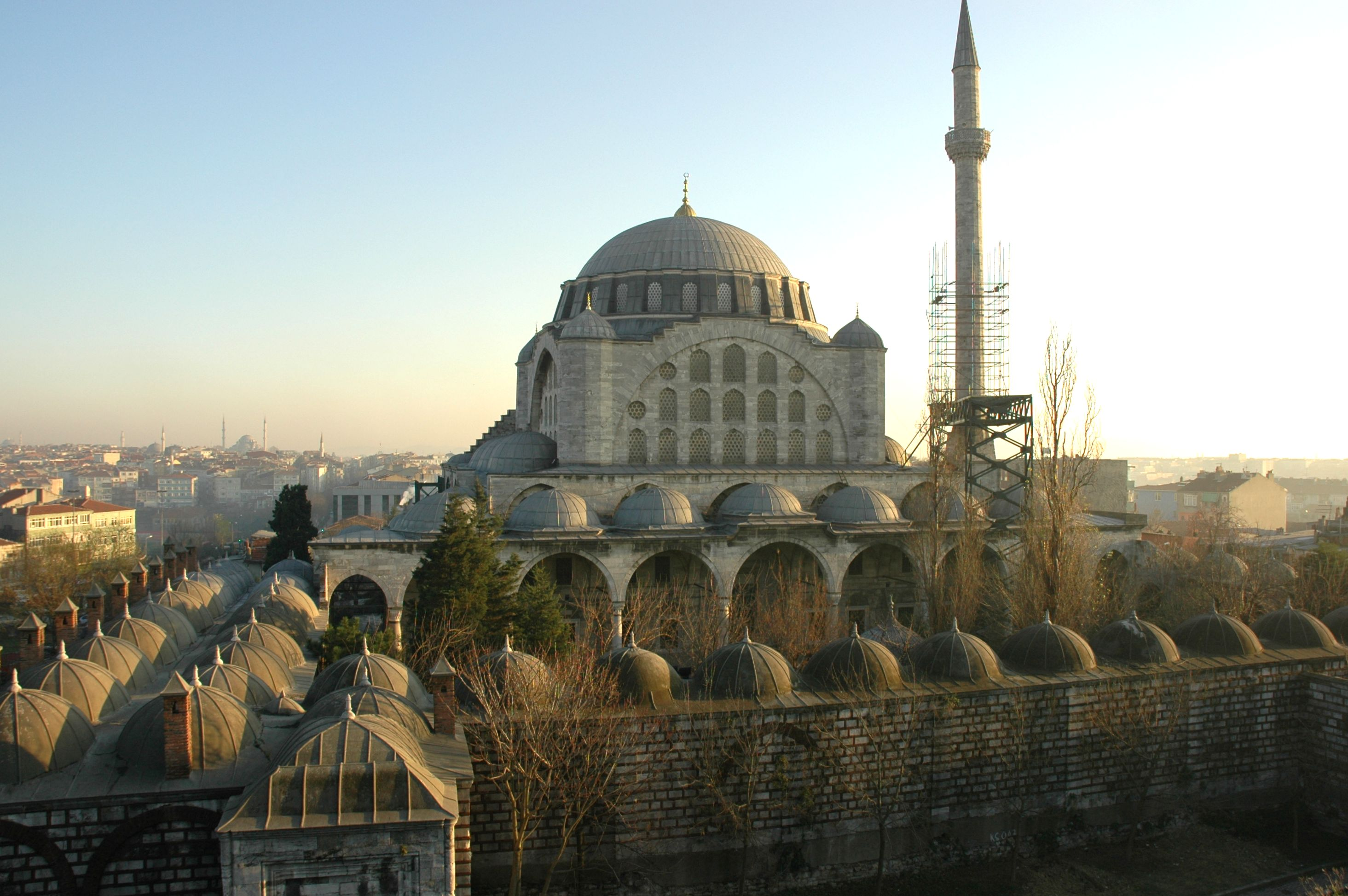
Мечеть Михримах Султан (Эдирнекапы)
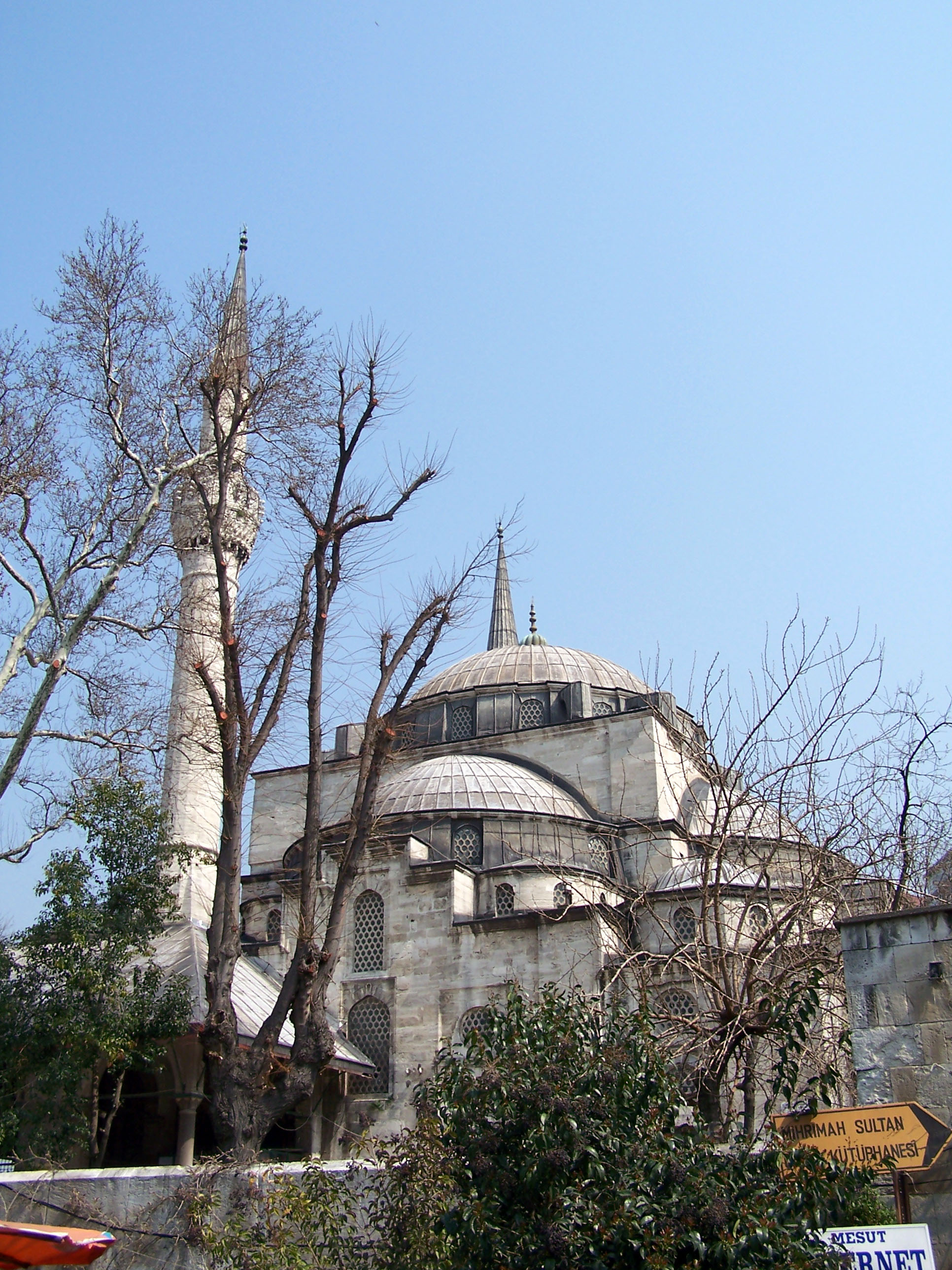
Мечеть Михримах Султан (Ускюдар)
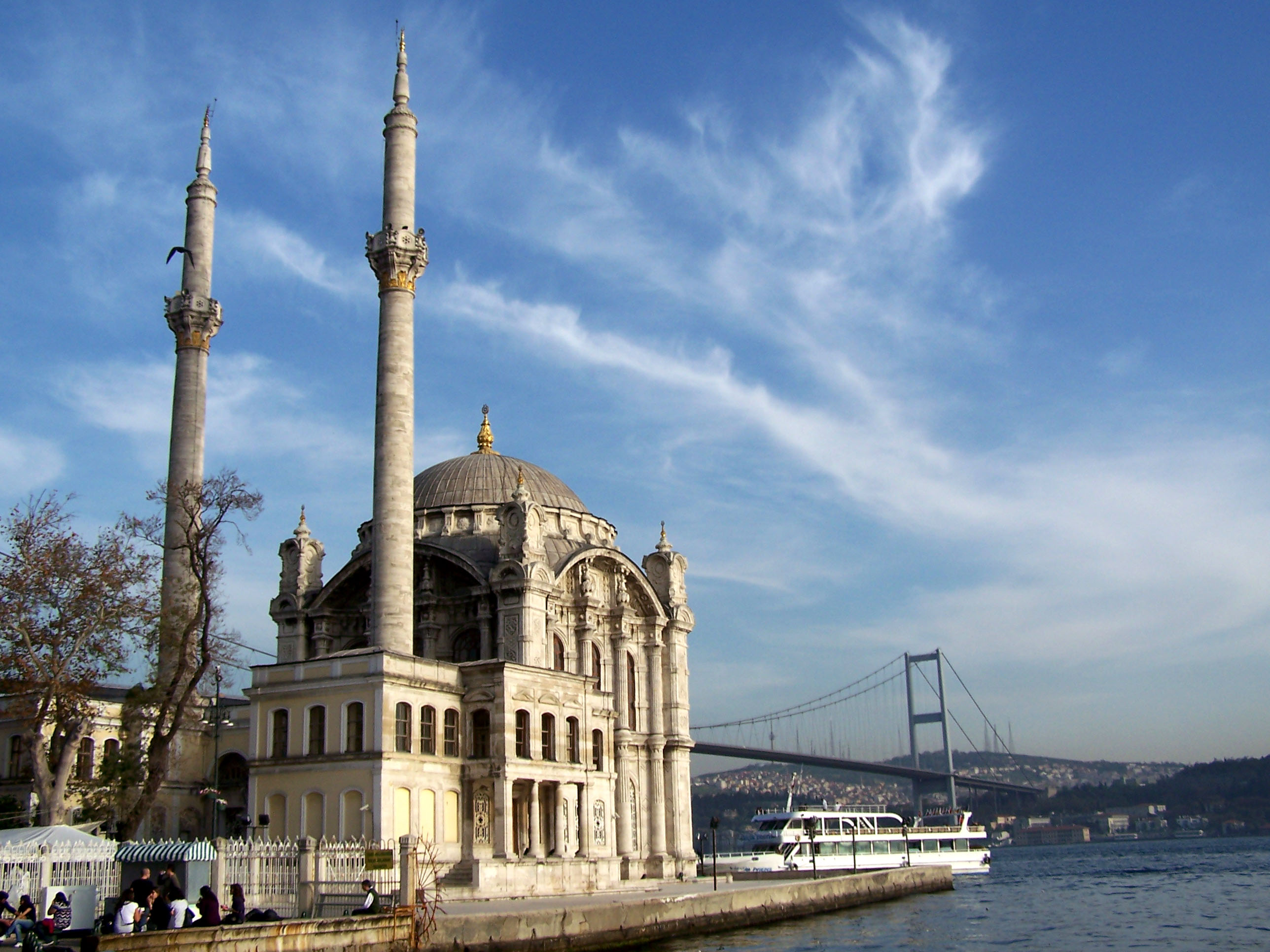
Мечеть Ортакёй
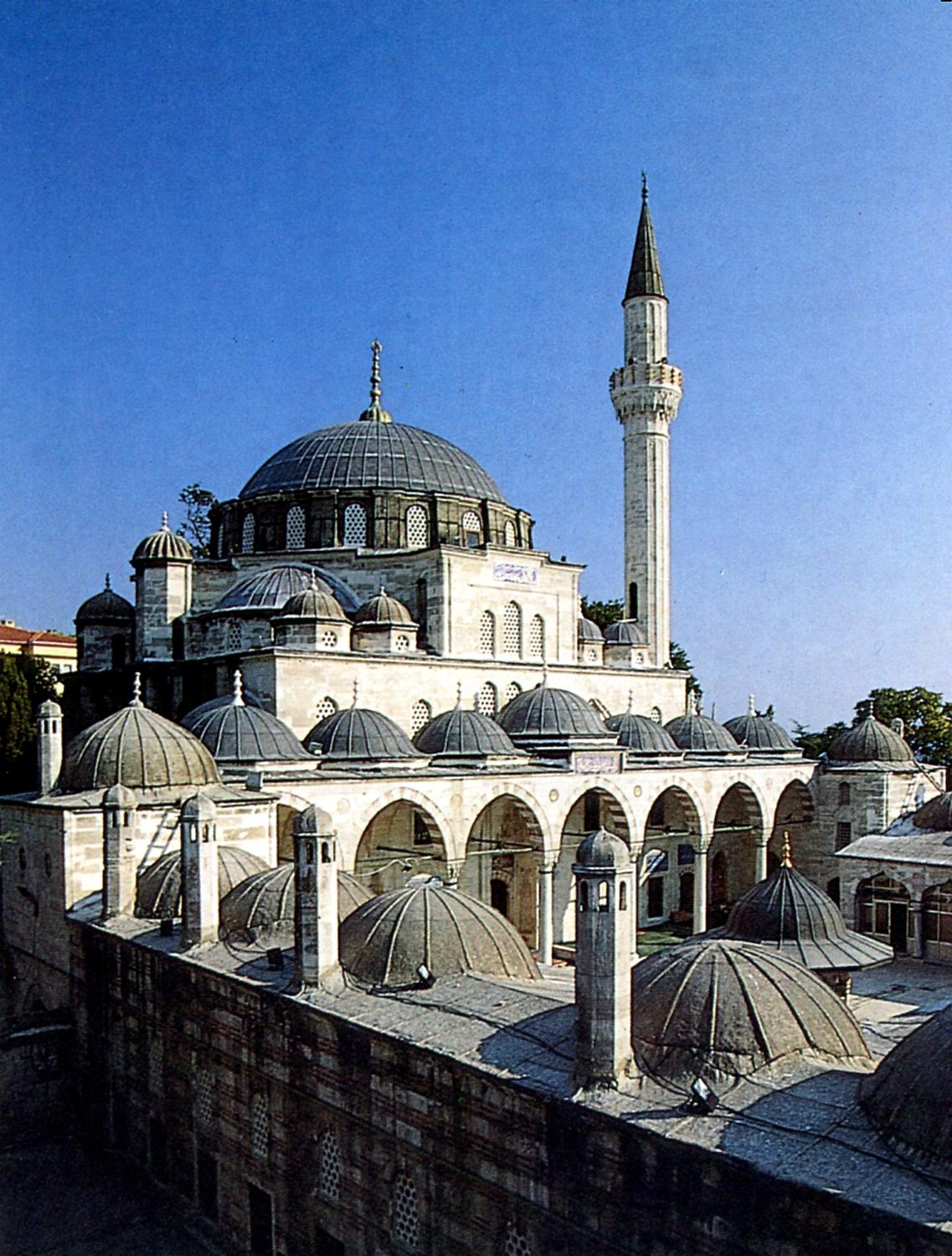
Мечеть Соколлу Мехмед-паши
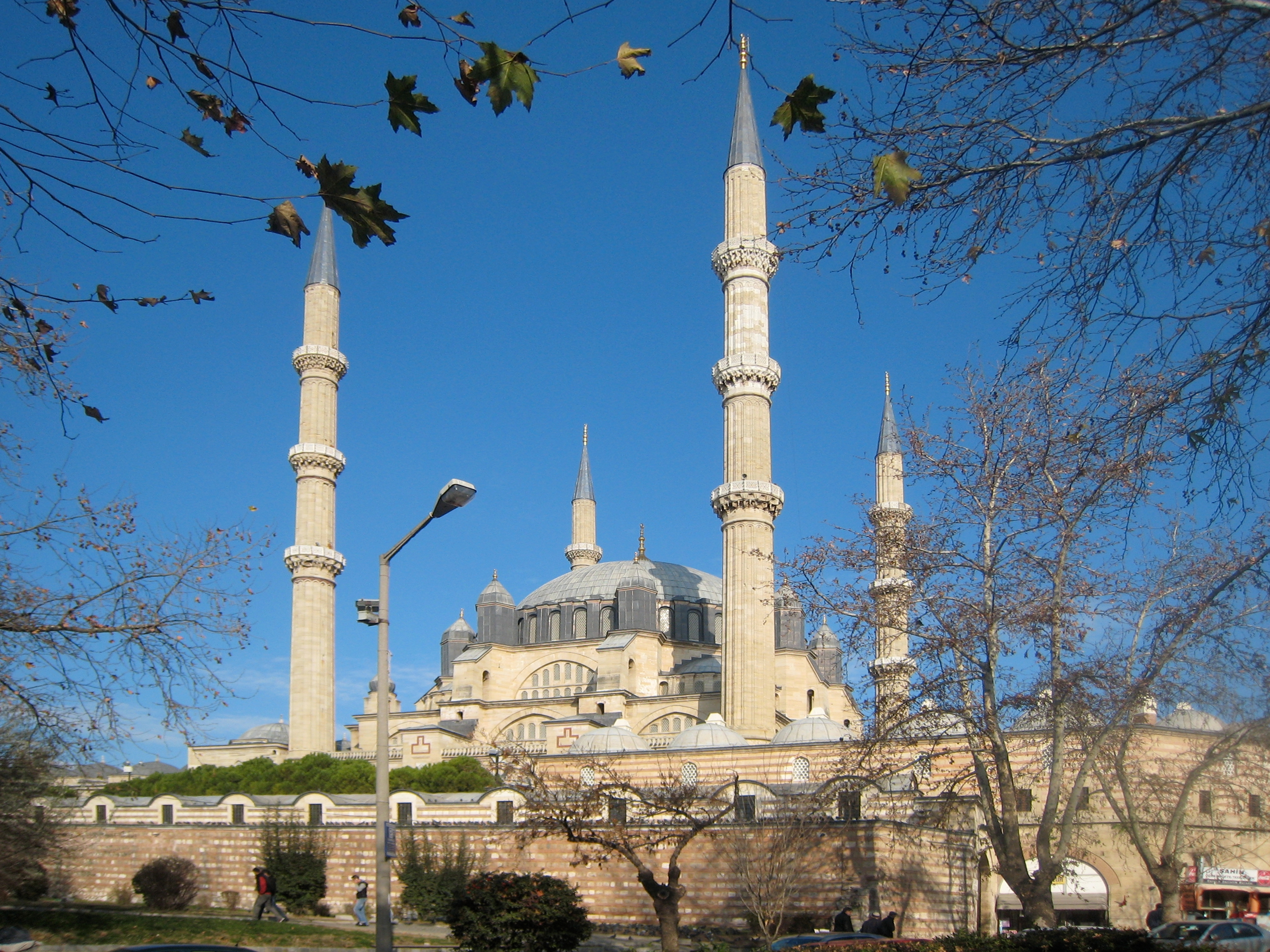
Мечеть Сулеймание
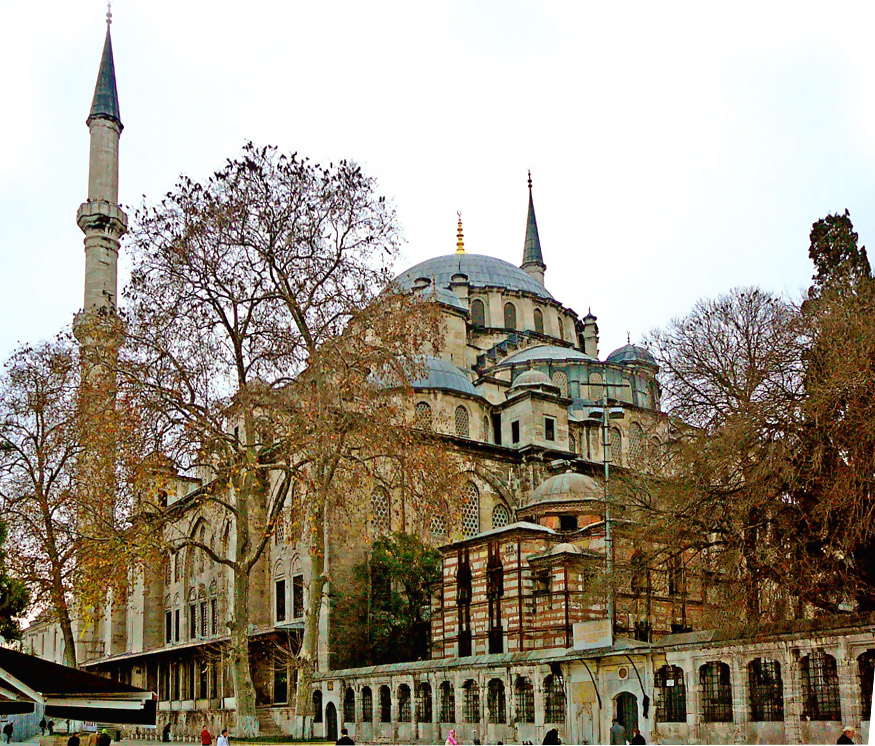
Мечеть Фатих
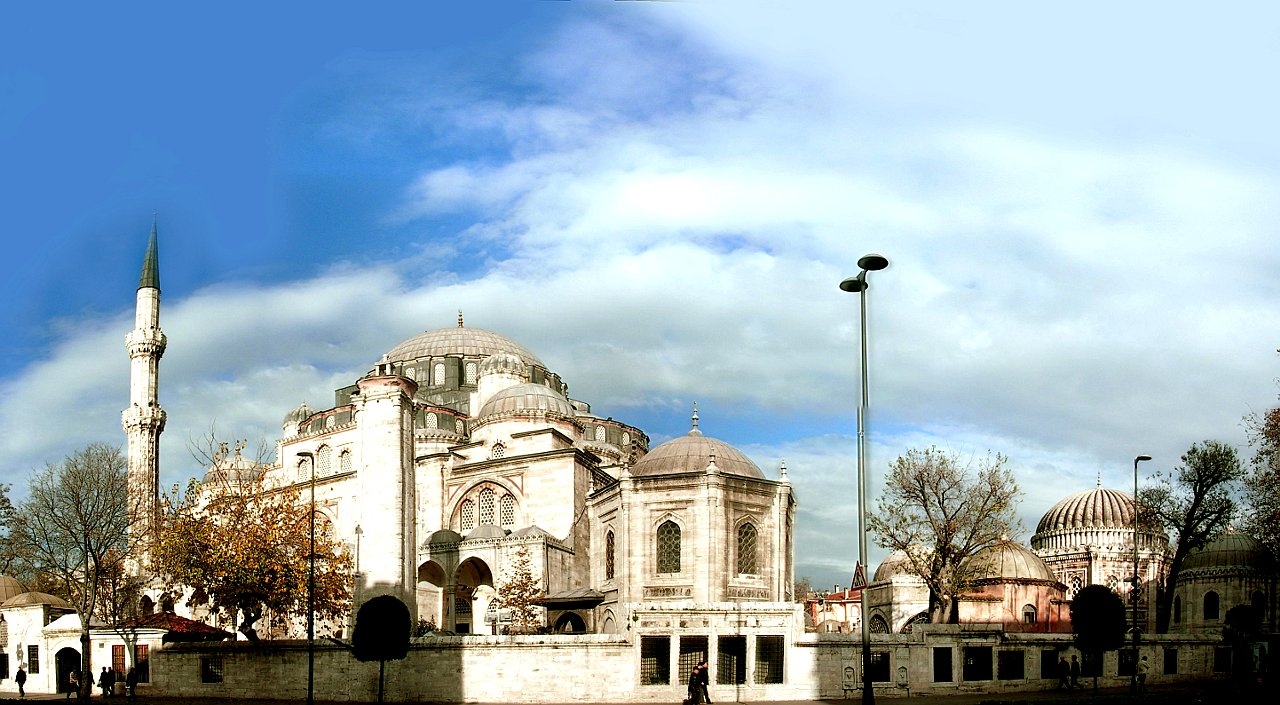
Мечеть Шехзаде
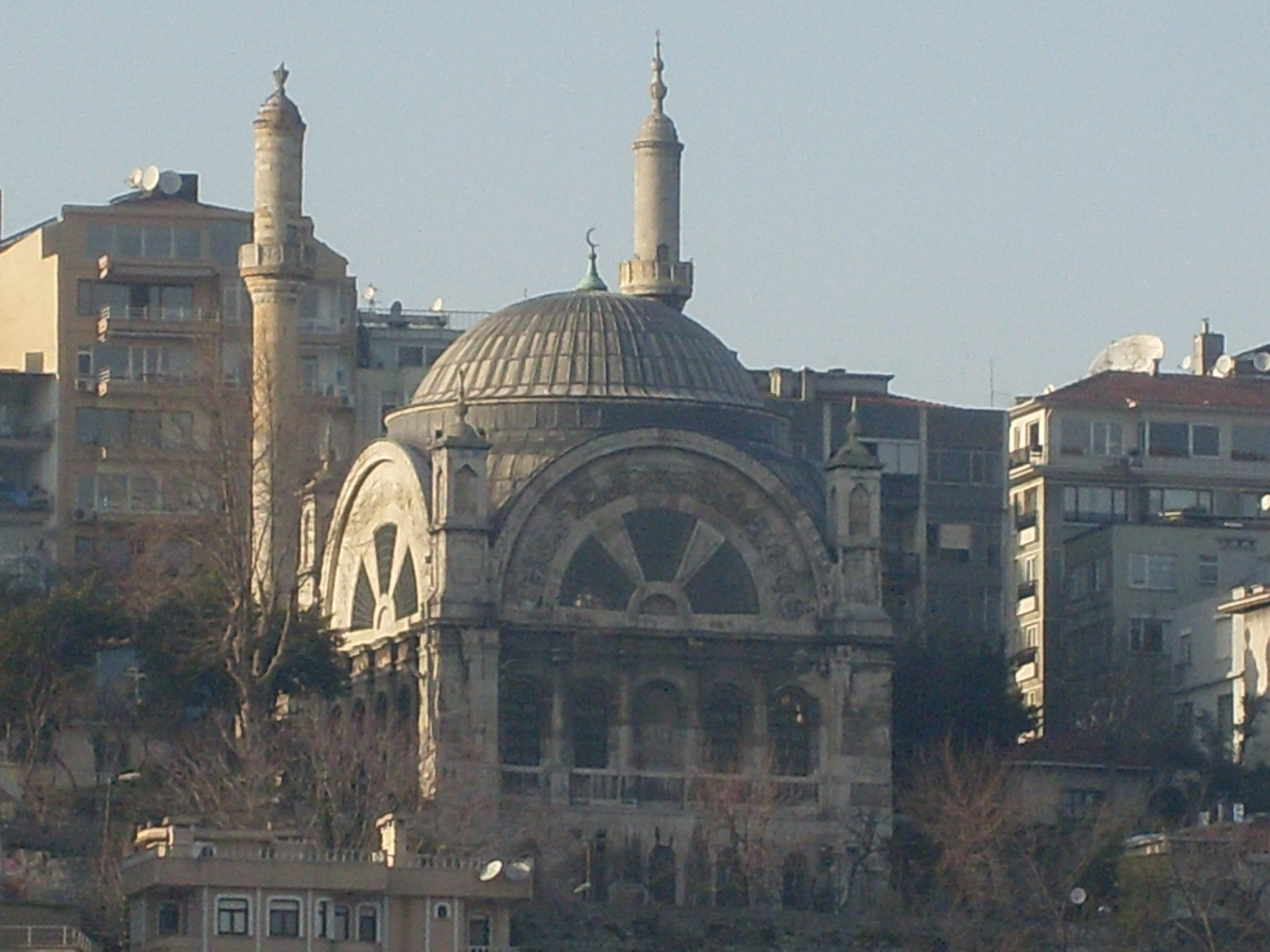
Мечеть Джихангир